# Svek (pjäs)
Svek (engelska originalets titel Betrayal) är en pjäs skriven av Harold Pinter. Den hade premiär 15 november 1978 i London.
Pjäsen handlar om äkta paret Robert och Emma och hennes kärleksaffär med Roberts bäste vän Jerry. Den börjar med avslöjandet om kärleksaffären och sen går handlingen baklänges genom dramatiska vändningar och svek under 10 år.

## Uppsättningar (i urval)
- Skillinge Teater satte upp pjäsen 2006

I rollerna: Michael Segerström som Jerry, Katarina Zell som Anna, Ulf Eklund som Robert.
- Värmlandsteatern satte upp pjäsen 2006.

I rollerna: Johan Fält som Jerry, Anna Skoglund som Anna, Erik Bohlin som Robert.
- Stockholms Stadsteater satte upp pjäsen 2013 i regi av Alexander Mörk-Eidem

I rollerna: Shanti Roney som Jerry, Louise Peterhoff som Emma, Andreas Kundler som Robert, Åke Lundqvist som servitör